# Nephotettix nigropicta
Nephotettix nigropicta är en insektsart som beskrevs av Carl Stål 1870. Nephotettix nigropicta ingår i släktet Nephotettix och familjen dvärgstritar. Inga underarter finns listade i Catalogue of Life.